# メトロ (ゲーム会社)
株式会社メトロ（英: METRO CORPORATION）は、日本のゲーム製作会社。

## 概要
アーケードゲーム、家庭用ゲーム、携帯電話用コンテンツの企画・開発、アミューズメント施設の運営を行っている。
『牌砦』シリーズや『だるま道場』、『バスト ア ムーブ』シリーズで知られていたが、近年の代表作としてアーケード版『THE IDOLM@STER（アイドルマスター）』や『仮面ライダーバトル ガンバライド』がある。

## 沿革
- 1987年2月、創業。
  - 同年5月、大阪市淀川区西中島に株式会社メトロを設立。
- 1996年1月、東京開発事務所（現東京本部）を東京都千代田区神田須田町に開設。
- 1998年5月、東京開発事務所を文京区湯島（現住所）に移転、これに伴い東京本部とする。
- 2002年4月、本社並びに商品管理センターを大阪市淀川区宮原に移転。
- 2009年8月、本社並びに商品管理センターを大阪市淀川区西中島に移転。

## 主な開発タイトル

### エイブルコーポレーション系
エイブルコーポレーションが発売元のタイトルは以下の通り。
- 牌砦（1993年3月、アーケード）[1]
- 牌砦II（1993年12月、アーケード）[2]
- ぽいっと（1993年、アーケード）[3]
- 牌砦II 仇討外伝（1994年、アーケード）[3]
- だるま道場（1994年、アーケード）[3][4]
- とりで（1995年、アーケード） - 本作のみ合同開発[5]
- バルキューブ（1996年、アーケード）[3]

### スクウェア・エニックス系
スクウェア・エニックスが発売元のタイトルは以下の通り。
- バスト ア ムーブ (1998年、PlayStation) ※旧エニックスより発売
- JUNKMETAL (2004年、Windows)

### ディースリー・パブリッシャー系
ディースリー・パブリッシャーが発売元のタイトルは以下の通り。
- SIMPLE1500シリーズ THE ウェイクボード (2001年、PlayStation)
- SIMPLE2000シリーズ THE ダブル麻雀パズル (2002年、PlayStation 2)

### ナムコ系
ナムコが発売元のタイトルは以下の通り。
- つっこみ養成ギプス ナイス★ツッコミ
- トラック狂走曲 (2000年、アーケード)　なおPlayStation 2版はメトロが自社流通で発売
- THE IDOLM@STER (2005年、アーケード)

### バンダイ系
バンダイ系列が発売元のタイトルは以下の通り。
- ウルトラマン Fighting Evolution Rebirth (2005年、PlayStation 2) ※旧バンプレストより発売
  - ウルトラマン Fighting Evolution 0 (2006年、PlayStation Portable)

### バンダイナムコエンターテインメント
バンダイナムコが発売元のタイトルは以下の通り。
(データカードダス、ARカードダスはバンダイが発売元）
- 大怪獣バトル ULTRA MONSTERS (2007年、データカードダス)
  - 大怪獣バトルNEO (2008年、データカードダス)
  - 大怪獣バトルウルトラコロシアム (2008年、Wii)
  - 大怪獣ラッシュ ウルトラフロンティア (2013年、データカードダス)
- 仮面ライダーバトル ガンバライド (2008年、データカードダス)
  - 仮面ライダーバトル ガンバライジング (2013年、データカードダス)
  - 仮面ライダーバトル ガンバレジェンズ (2023年、データカードダス)
- THE IDOLM@STER SP (2008年、PlayStation Portable)
- デジモンクロスウォーズ 超デジカ大戦 ジェネラルストライカーズ (2011年、データカードダス)
- 仮面ライダーARカードダス (2012年、iOS)
- 友情装着!ブットバースト (2013年、アーケード)
- ウルトラマン オールスタークロニクル (2013年、PlayStation Portable)
- 妖怪ウォッチ ともだちウキウキペディア (2014年、データカードダス)